# Magrin
Magrin é uma comuna francesa na região administrativa da Occitânia, no departamento de Tarn. Estende-se por uma área de 8.07 km², e possui 128 habitantes, segundo o censo de 2018, com uma densidade de 16 hab/km².